# Klaus Kunze
Klaus Kunze (* 29. Dezember 1953 in Bahrendorf) ist ein deutscher Jurist, Heimatforscher, Genealoge und Autor. Er gilt als Protagonist der Neuen Rechten.

## Leben
Klaus Kunze legte sein Abitur 1972 am Hölderlin-Gymnasium in Köln ab. Anschließend trat er in den Polizeidienst ein und war zuletzt 1975 als Hauptwachtmeister im Polizeipräsidium Köln tätig. 1974 begann er gleichzeitig das Studium der Rechtswissenschaften an der Universität zu Köln. Seit 1976 wurde er als Stipendiat der Konrad-Adenauer-Stiftung gefördert. Er ist seit 1974 Mitglied der Kölner Burschenschaft Germania und engagierte sich im hochschulpolitischen Ausschuss der Deutschen Burschenschaft. 1977 war er einer der Mitbegründer des konservativen Ring Freiheitlicher Studenten. Er war dort auch Korrespondent der „rechts-konservativen“, nach anderer Ansicht extrem rechten Zeitschrift student, die „von einer der CSU und der Deutschen Burschenschaft nahestehenden Gruppe herausgegeben wurde“ 1979 legte er die erste Staatsprüfung, 1981 die zweite Staatsprüfung ab.
Als Rechtsanwalt ließ er sich zunächst in Göttingen, dann ab 1984 in Uslar nieder. Er verteidigte unter anderem neonationalsozialistische Aktivisten, Vertreter rechter Parteien, einige Revisionisten sowie in spektakulären Mordprozessen wie 2008 gegen die Vierfachmörderin „Schwarze Witwe“ und 2010 im Jeetzel-Mordfall. Unter anderem wurde er auf einer Anwaltsliste der mittlerweile verbotenen Hilfsorganisation für nationale politische Gefangene und deren Angehörige geführt. Armin Pfahl-Traughber sieht ihn zwar nicht als neonazistisch an, wohl aber als einen Anwalt, der eine gewisse politisch-ideologische Nähe zu seiner Klientel habe. Als Rechtsbeistand der Holocaustleugnerin Ursula Haverbeck versuchte er Gericht und Publikum „die metaphysische Gedankenwelt“ seiner Klientin näherzubringen und davon zu überzeugen, dass seine Mandantin keine „Nähe zum Nationalsozialismus“ hätte und ihre Verehrung für Rudolf Heß auf rein „persönlichen Beziehungen“ beruhen würde.
Kunze selbst trat den Republikanern bei, für die er 1990 bei der niedersächsischen Landtagswahl antrat. Er war außerdem eine Zeit lang Landespressesprecher. Als Autor schrieb er für das Zentralorgan Der Republikaner. Zudem vertrat er die Republikaner in diversen Verfahren gegen den Verfassungsschutz.
1970 begann er sich publizistisch zu betätigen, indem er als Jugendlicher ein Science-Fiction-Fanmagazin „Sixth Dimension Times“ veröffentlichte. Später betrieb er auch Heimatforschung und Genealogie. Seine Beiträge erschienen in verschiedenen Fachzeitschriften. Ab 1989 waren seine Werke stärker politisch geprägt und erschienen unter anderem in der Jungen Freiheit, Nation und Europa und Deutsche Geschichte. Als Referent trat er 1996 bei einer Veranstaltung der Gesellschaft für freie Publizistik auf und sprach über Meinungsfreiheit in Deutschland.
Die weiteren Werke nach 1998 beschäftigen sich hauptsächlich mit Genealogie, insbesondere 2000 ein Werk zur Personengeschichte der Glasmacher des Weserberglandes, 11 regionale historische Personenlexika, eine Ortschronik und ein Buch über Schmetterlinge im Bramwald. In ihm beschreibt der Autor „in liebevoller, den zartgliedrigen Wesen angepaßter Sprache“ und mit „detailreichen farbigen Aufnahmen“ die „kleine, oft unscheinbare Welt der Falter“.
2017 publizierte er über den Dichter Karl Henckell als Protagonist der Arbeiterbewegung.
Bei den niedersächsischen Landes-Seniorenmeisterschaften im Gerätturnen am 28. April 2014 wurde Klaus Kunze in der Altersklasse der 60- bis 64-Jährigen Landesmeister, verteidigte diesen Titel am 26. April 2015 in Oker und errang ihn dort mehrfach, zuletzt am 15. April 2023. Bei den Deutschen Seniorenmeisterschaften am 17. Mai 2014 in Sulzbach errang er in derselben Altersklasse (M60) den 5. Platz und am 4. Juli 2015 bei den Deutschen Seniorenmeisterschaften in Pirna den 3. Platz. Er erzielte wiederum im Gerätturnen den 3. Platz am 5. Mai 2018 bei den über 65-Jährigen in Essen sowie am 18. Mai 2019 in Bühl den 5. Platz.

## Standpunkte und Rezeption
Während andere Autoren der Neuen Rechten oft einen essayistischen Stil pflegen, entwickelt Kunze relativ geschlossene und systematische Darstellungen, insbesondere zum Themenkomplex Parlamentarismus- und Parteienstaatskritik. Darüber hinaus hebt sich Kunze ab, insofern er Klassiker wie etwa Robert Michels und Carl Schmitt für seine Argumentationen verwendet. Zu seinen Hauptwerken zählen die politischen Bücher Der totale Parteienstaat (1994) und Mut zur Freiheit – Ruf zur Ordnung (1995). In diesen Büchern vertrat er die Idee eines starken Machtstaates nach preußischem Vorbild.

„Es bleibt mit der Idee der preußischen, der absoluten Republik das Modell eines streng disziplinierenden Machtstaates, das nur zur Zeit nicht aktuell ist, eines Staates, den man nicht liebt und nach dem sich sicherlich auch nur wenige sehnen, der aber dereinst einmal die Ultima ratio sein könnte, wenn die Alternative zu ihm nur noch das Chaos ist.“

Alice Brauner-Orthen stellt fest: „Den Dezisionismus für die Neue Rechte theoretisch neu aufgearbeitet hat der rechte Jurist Klaus Kunze. Er plädiert für den Dezisionisten als Realisten, der keinen Idealen dient, im Gegensatz zum Normativisten, der an die Einordnung des Menschen in einen von einer metaphysischen Ordnung erfüllten Kosmos glaubt. Die für den Dezisionisten geltenden Normen schaffe er sich selbst ‚voluntaristisch‘: also Kraft seines Willens. Er kenne kein jenseits und fühle sich auch keiner ‚Natur seines Seins‘ unterworfen. Keine soziale Ordnung stelle sich von selbst ein, daher müsse er Ordnung stets neu durch eine bewusste Willensentscheidung selbst treffen und erhalten. ‚Beide setzen sie dem Chaos die Ordnung entgegen: der Normativist die seinem Glauben entsprechende vorgegebene Ordnung und der Dezisionist eine Ordnung, für die er sich frei entschieden hat.‘ Kunze wendet sich gegen jede Form metaphysischen Seins, also auch gegen die Religion und lehnt folglich die Gültigkeit universeller Werte ab. Ein Gottesrecht, eine normative Schöpfungsordnung gibt es für Kunze nicht. ‚Alles Recht ist also ein sich aus einer menschlichen Wertvorstellung ergebender, von einer Herrschaftsmacht positivierter und mit staatlichen Sanktionsmitteln durchgesetzter allgemeingültiger Befehl.‘“
In seinem Buch Mut zur Freiheit – Ruf zur Ordnung argumentiere Kunze, so Armin Pfahl-Traughber, ganz im Sinne seiner geistigen Vorbilder Juan Donoso Cortés und Carl Schmitt zugunsten des Dezisionismus und verwirft den „Normativismus als von Anfang an intolerant. ‚Es gibt keine universalisierbare Ethik ohne Metaphysik. Diese kann aber jeder nur in sich erzeugen, darum ist sie subjektiv und relativ. Also gelten alle Werte erst ab positiver Entscheidung für sie‘ (S. 59). Wenn es gelinge, solche Wertsetzungen in Form von staatlichen Normen zu allgemeinen Gesetzen zu erheben, dann habe man seinem Machtanspruch erfolgreich Geltung verschafft. Der Normativismus gilt Kunze somit als reiner Ausdruck der Herrschaftslegitimation.“ (Armin Pfahl-Traughber: ) Kunze lehne die universelle Gültigkeit von Werten als quasireligiös ab und deute sie rein funktionalistisch im machtpolitischen Sinne. Eine Auffassung von Menschenrechten im Sinne von naturrechtlich begründeten und somit vorstaatlichen Rechten habe in dieser Sichtweise keinen Platz
„Die Eroberung des Staates durch die Parteien als gesellschaftliche Kampfverbände“, zitiert Pfahl-Traughber Kunze, führte zur totalen Machtergreifung des Parteiensystems und machte den Staat selbst weitgehend handlungsunfähig. Kunze fordere eine „das System überwindende Vorgehensweise, denn: 'Es gibt keinen systemimmanenten Ausweg aus dem Teufelskreis der Machtausübung und Selbstbegünstigung der Parteien, die dieses System geschaffen haben und durch ihre Vertreter im Bundestag immer wieder allein über ihren Fortbestand entscheiden.'.“
Kunze verfolge, so Pfahl-Traughber, eine Delegitimationsstrategie, die in der Diffamierung oder Umdeutung von Wertvorstellungen des demokratischen Verfassungsstaates wie Demokratieprinzip, Gleichheitsgedanke, Menschenrechte, Repräsentativprinzip und Volkssouveränität bestehen würde.
Kritiker sehen in Kunzes Position selbst eine Ideologie, die aus einer „Umwertung der Werte“ bestehe, den Verfassungsstaat angreife und eine Strategie der „Systemüberwindung“ darstelle. Innerhalb der Neuen Rechten nehme er daher eine Position ein, die als rechtsextremistisch bewertet werden könne.

## Wirken
Die Absicht einer „Überwindung des demokratischen Verfassungsstaates“ wird von Kunze, so Pfahl-Traughber, deutlich und ohne taktische Rücksichtnahmen formuliert. So waren Klaus Kunzes Beiträge in der Jungen Freiheit maßgeblich verantwortlich für die Erwähnung der Jungen Freiheit und der Person Kunze in der Rubrik Rechtsextremismus in den Verfassungsschutzberichten des Landes Nordrhein-Westfalen der Jahre 1994 und 1995. Kunze, so ein Bericht, versuche in seinen Artikeln das parlamentarische System als undemokratisch zu diskreditieren. Gegen diese Erwähnung klagte die Junge Freiheit vor dem Verwaltungsgericht Düsseldorf, das die Klage zunächst abwies. Das Urteil wurde acht Jahre später vom Bundesverfassungsgericht aufgehoben. (Junge-Freiheit-Urteil) Im Urteil des Verwaltungsgerichts Düsseldorf von 1997 zur Jungen Freiheit (1K 9318/96) hatte das Gericht angeführt, dass Kunzes Artikel „Anhaltspunkte für den Verdacht von Bestrebungen gegen das Demokratieprinzip“ sowie für den Verdacht der Ausländerfeindlichkeit gäben.
Nach Ansicht von Stephan Braun und Anton Maegerle spielt Kunze „nach außen den Biedermann“, würde an anderer Stelle jedoch gegen „alliierte Umerziehung“ und „das Dogma von der Alleinschuld Deutschlands und von der Einzigartigkeit seiner Verbrechen“ Stellung beziehen. Er berufe sich auf Helmut Quaritsch, wenn er davon überzeugt sei, „daß ‚die Bundesrepublik […] sich seit ihrer Gründung im ideologischen Kriegszustand mit dem Dritten Reich [befände]. Darum würden alle damaligen Werte zu Unwerten erklärt und ihr Gegenteil zum Wert‘.“

## Publikationen

### Politische/Juristische/Rechtsphilosophische Schriften
- Der totale Parteienstaat – Abschied vom idealen Staat: Der Weg aus der Krise des deutschen Parteiensystems. Deugro, Esslingen 1994, ISBN 3-924396-29-9. (online).
- Mut zur Freiheit – Ruf zur Ordnung: Rechtsphilosophie auf dem schmalen Grat zwischen Fundamentalismus und Nihilismus. Deugro, Esslingen 1995, ISBN 3-924396-43-4; 2., erweiterte Auflage: HeiKun, Uslar 1998 (PDF-Version; 14 MB).
- Geheimsache Politprozesse – Systemwechsel durch Uminterpretation: Verfassungsschutz und Gerichtsbarkeit nach dem linken Marsch durch die Institutionen. HeiKun, Uslar 1998, ISBN 3-933334-05-5 (PDF-Version; 15 MB).
- Das ewig Weibliche im Wandel der Epochen. Von der Vormundschaft zum Genderismus. Lindenbaum, Beltheim 2019, ISBN 978-3-938176-71-9.
- Wahn Wahnsinn Genderwahn, Entgrenzte Gesellschaft, Hamburg 2019, Hrsg. Die Deutschen Konservativen.
- Identität oder Egalität, Vom Menschenrecht auf Ungleichheit, Lindenbaum, Beltheim 2020, ISBN 978-3-938176-79-5.
- Die solidarische Nation. Wie Soziales und Nationales ineinandergreifen, Lindenbaum, Beltheim-Schnellbach 2020, ISBN 978-3-938176-85-6.
- Die sanfte Gehirnwäsche. Wie die öffentlich-rechtlichen Medien uns umformen, WPR, Hamburg 2020, ISBN 978-3-910087-21-7.
- Staatsfeind Liberalismus. Von der totalitären Versuchung des Globalismus, Lindenbaum Verlag 2022, ISBN 978-3-949780-03-5.
- Totalitarismus kommt auf leisen Sohlen. Vom Staat des Volkes zum Gesinnungsstaat, Hamburg 2024, Hrsg. Die Deutschen Konservativen, ISBN 3-98987-001-7.
- Das rechte Weltbild. Freiheit – Identität – Selbstbehauptung, Lindenbaum Verlag 2024, ISBN 978-3-949780-20-2.

### Genealogische Werke
- Ortssippenbuch Fürstenhagen (= Deutsche Ortssippenbücher. Reihe B, Band 58). Hannover 1989; 2. ergänzte Auflage. Heikun-Verlag, Uslar 1998, ISBN 3-933334-00-4.
- Glasmacher-Sippenbuch Werra-Weser-Bergland von der frühen Neuzeit bis zum Beginn der Industrialisierung um 1820. HeiKun, Uslar 2000, ISBN 3-933334-10-1.
- Ortssippenbuch Heisebeck und Arenborn (= Deutsche Ortssippenbücher. Reihe B, Band 206). HeiKun, Uslar 2000, ISBN 3-933334-08-X.
- Ortssippenbuch Oedelsheim. Heikun-Verlag, Uslar 2003, ISBN 3-933334-13-6.
- Ortssippenbuch Bursfelde und Glashütte. HeiKun, Uslar 2003; 2., erweiterte Auflage 2008, ISBN 978-3-933334-20-6.
- Ortssippenbuch Lippoldsberg. HeiKun, Uslar 2004, ISBN 3-933334-14-4.
- Ortssippenbuch Gieselwerder. HeiKun, Uslar 2005, ISBN 3-933334-15-2.
- Ortssippenbuch Vernawahlshausen. HeiKun, Uslar 2006, ISBN 3-933334-17-9.
- Ortssippenbuch Karlshafen. HeiKun, Uslar 2007, ISBN 978-3-933334-18-3.
- Ortssippenbuch Helmarshausen. HeiKun, Uslar 2009, ISBN 978-3-933334-21-3.
- Ortssippenbuch Offensen. HeiKun, Uslar 2010, ISBN 978-3-933334-22-0.
- Ortssippenbuch Bodenfelde. HeiKun, Uslar 2012, ISBN 978-3-933334-23-7.
- Soldatenlexikon Südniedersachsen. Vom Landsknechts-Fähnlein zum stehenden Heer: Personengeschichte der Soldaten und ihrer Familien im kurhannöverschen Raum zwischen Solling, Weser, Werra und Leine im 17. und 18. Jahrhundert, HeiKun, Uslar 2023, ISBN 978-3-933334-31-2.

### Sonstige Werke
- Fürstenhagen im Bramwald: Quellen und Darstellungen zur Geschichte des Dorfes vom Mittelalter bis heute. HeiKun, Uslar 1997, ISBN 3-933334-03-9 (PDF-Version; 14,1 MB).
- Falterträume: Schmetterlinge in Fürstenhagen und am Bramwald. HeiKun, Uslar 2013, ISBN 978-3-933334-24-4.
- Lebensbilder aus dem alten Weserbergland – Menschen und Schicksale aus 500 Jahren. HeiKun, Uslar 2020
- Wie der Mensch sein eigener Gott wurde. Humanitarismus – Die Religion der Gottlosen. SZ-Druck & Verlagsservice, Troisdorf 2022.